# James Genus
James Genus (* 20. ledna 1966 Hampton, Virginie) je americký jazzový baskytarista a kontrabasista. V současné době hraje v skupině Saturday Night Live Band.
Na kytaru hrál od šesti let, po té přešel na basu. Studoval na Virginia Commonwealth University 1983–1987 a přes léto hrál v Busch Gardens Williamsburg. Po studiích se přestěhoval do New Yorku, kde začal spolupracovat s mnoha hráči na jazzových scénách.
Mezi umělce s kterými spolupracoval patří Horace Silver (1989), Roy Haynes, Don Pullen (1989–1991), Nat Adderley (1990), Greg Osby a New York Voices (1990–1991), Jon Faddis (1991), T.S. Monk (1991), Benny Golson (1991), Dave Kikoski (1991), Bob Berg (1991–1996), Geoff Keeze (1992), Lee Konitz (1992), Michael Brecker (1992–1996), Bob James (od roku 1994), Michel Camilo (od roku 1995), Elysian Fields (od roku 1995), Branford Marsalis (1996), Chick Corea (1996), Dave Douglas (1996), Uri Caine (1997), Global Theory (1997), Bill Evans (saxofonista) (2005) a Herbie Hancock (2008).